# Leptoneta tianzinensis
Leptoneta tianzinensis là một loài nhện trong họ Leptonetidae.
Loài này thuộc chi Leptoneta. Leptoneta tianzinensis được L. J. Tong & S. Q. Li miêu tả năm 2008.